# Рејон
Рејон (од рус. район) део је територије који је издвојен у зависности од неких чинилаца (економски, физичко-географски, регионални и сл). Одликује га одређена географско-територијална хомогеност и специфичност. Према величини могу се издвојити микро-, мезо- и макрорејони. Такође рејон може бити административно територијална јединица у уређењу појединих држава, нпр. — Русија, Белорусија и др. Понекад се рејон сматра синонимом за регију.

## Подела рејона
У односу на њихову функционалну класификацију и издвајање можемо разликовати следеће типове рејона:
- економски
- физичко-географски
- физиономски
- функционални